# Гулларт, Пётр
Пётр Гулларт (возможно, Гуляр; англ. Peter Goullart; 1901, Москва, Российская империя — 5 июня 1978, Сингапур) — русский по происхождению путешественник, исследователь и писатель.

## Биография
Родился в 1901 году в Москве. Отец — интеллигент, мать из купеческой семьи. Отец умер, когда Петру было 2 года. В детстве часто бывал в Париже. После революции бежал с матерью в Китай, обосновался в Шанхае. В 1941 году был назначен представителем китайского правительства по развитию кооперативного движения в Сикане, с 1942 года — в Лицзяне. Путешествовал в Тибет и в районы проживания местных племен. По мотивам своего пребывания в Лицзяне издал несколько книг о нравах и обычаях наси и других народов Юньнани и Тибета. Вел знакомство с проживавшим в то же время в Лицзяне Джозефом Роком. После вхождения провинции Юньнань в состав КНР был вынужден бежать из Китая. Поселился в Сингапуре, где впоследствии издал большинство своих трудов (все на английском языке). Скончался там же 5 июня 1978 года, после болезни, в доме своего друга Десмонда Нейла (Desmond Neill). Никогда не был женат и не имел детей.
 Гуляр проницательно рассказал о сложно устроенной цивилизации, о соцветии разных культур, о тибетцах, ицзу, боа, миньцзя, хэцзинских бандитах и ламаистских затворниках. Но ему никогда не удалось бы сделать это столь увлекательно и объемно, поддайся он хоть на миг высокомерию к «простодушным туземцам», впитавшемуся в плоть и кровь среднего европейца…

## Произведения
- Goullart, P., Report on the industrial cooperatives of Likiang, Yunnan, 1945.
- Goullart, P., Forgotten Kingdom, J. Murray, 1957. (Русский перевод: Петр Гуляр, «Забытое королевство», Москва, Corpus, 2012)
- Goullart, P., Princes of the Black Bone. Life on the Tibetan Borderlands, J. Murray, 1959.
- Goullart, P., Land of the lamas: Adventures in secret Tibet, Dutton, 1959.
- Goullart, P., The Monastery of Jade Mountain, J. Murray, 1961.
- Goullart, P., River of the White Lily: Life in Sarawak (Malaysian heritage series) , J. Murray, 1965.